# Coelogyne sudora
Coelogyne sudora är en orkidéart som beskrevs av André Schuiteman och Eduard Ferdinand de Vogel.
Coelogyne sudora ingår i släktet Coelogyne och familjen orkidéer. Artens utbredningsområde är Laos. Inga underarter finns listade i Catalogue of Life.